# طرخشقون مضلل
طرخشقون مضلل (الاسم العلمي:Taraxacum decipiens) هو نوع من النباتات يتبع جنس الطرخشقون من الفصيلة النجمية.